# Торговое Талызино
Торго́вое Талы́зино — село в Сеченовском районе Нижегородской области. Входит в состав Верхнеталызинского сельсовета.
Село располагается на реке Пьяне.
Близ села находится государственный памятник природы областного значения «Дубрава возле села Торговое Талызино».
В 1944—1957 годах село было центром Талызинского района.

## Население
| 2002 | 2010 |
| ---- | ---- |
| 211  | ↘137 |